# Plantentuin Meise

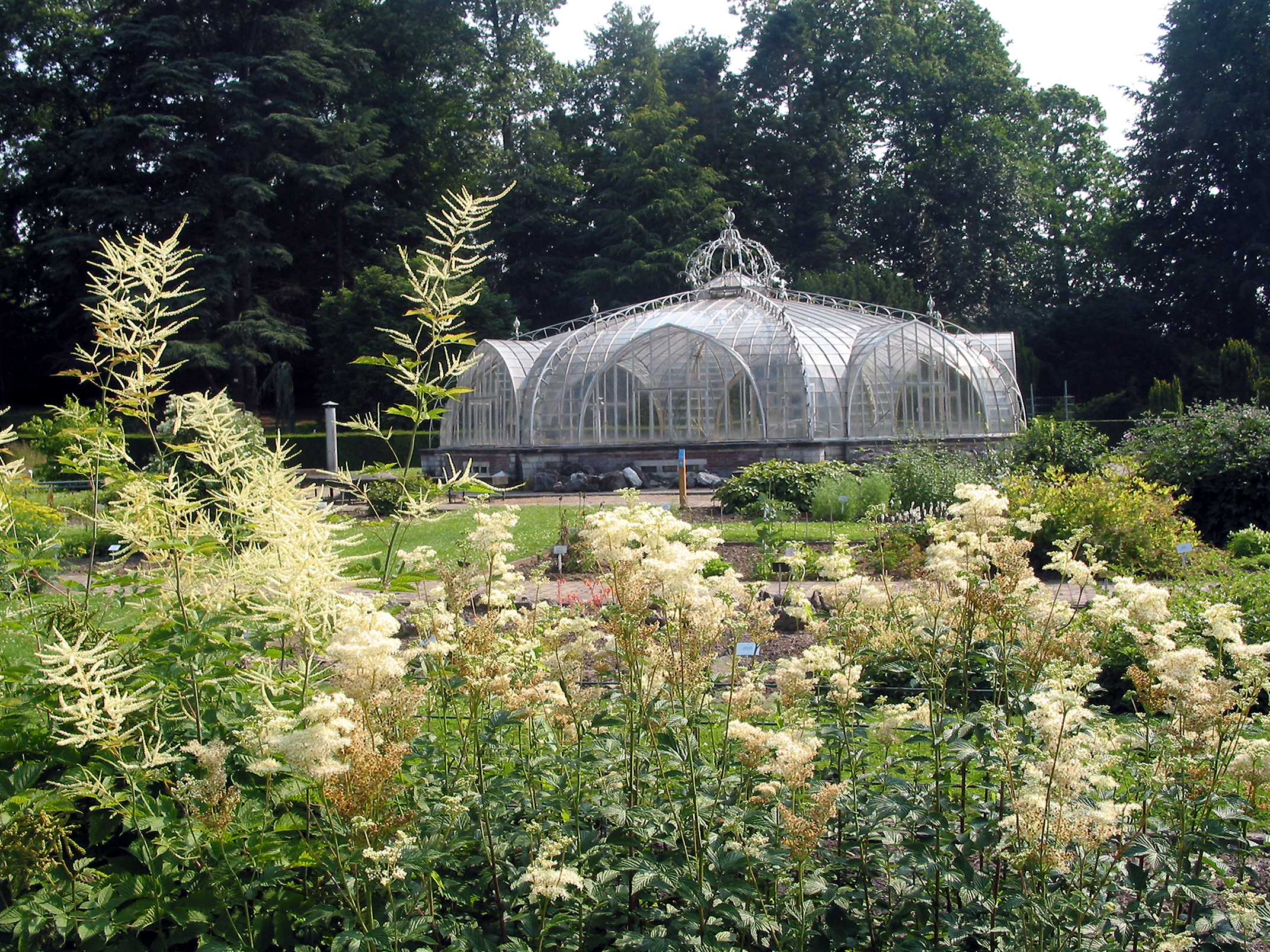
Balatkas (1854)

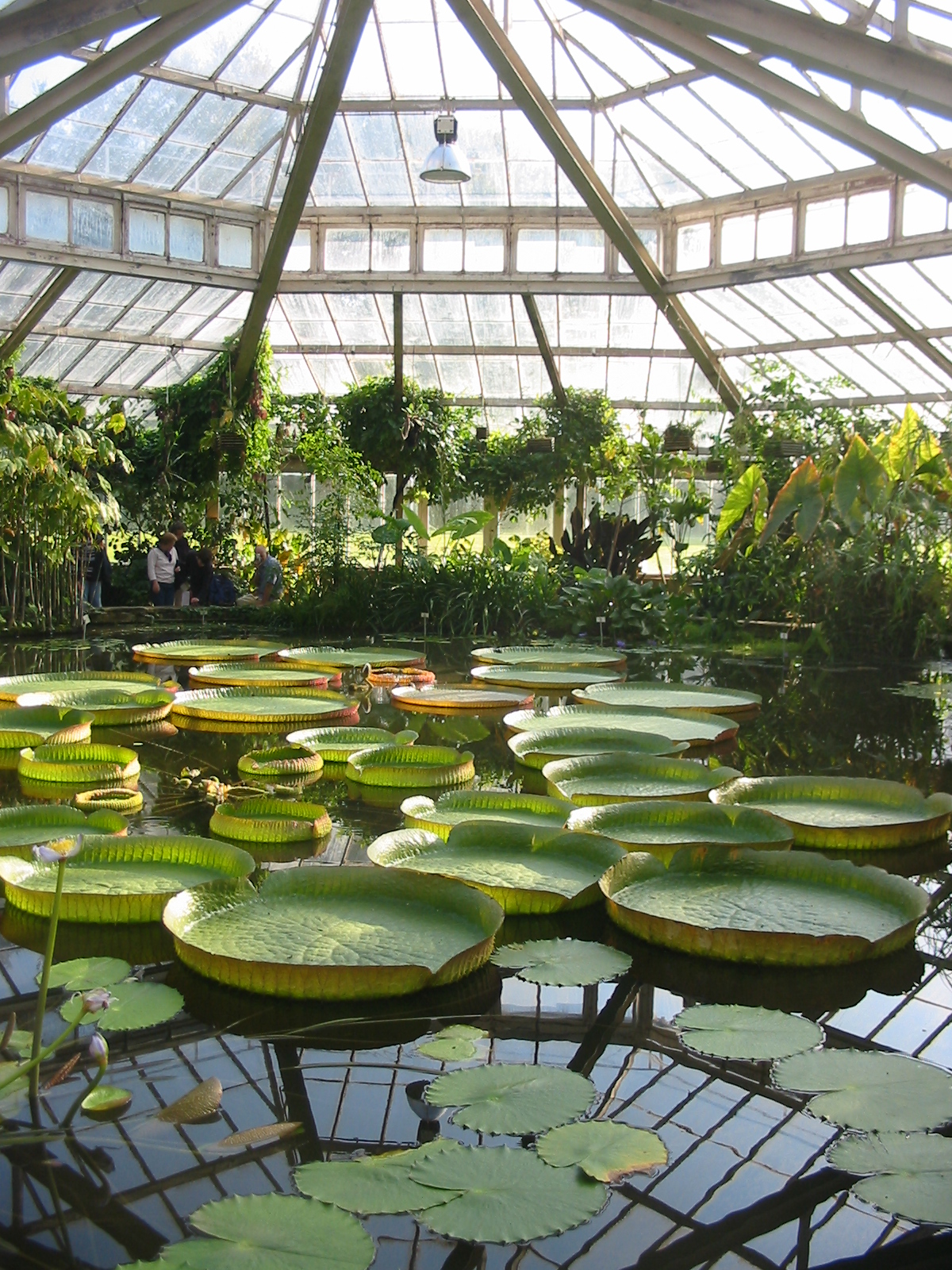
Victoriakas

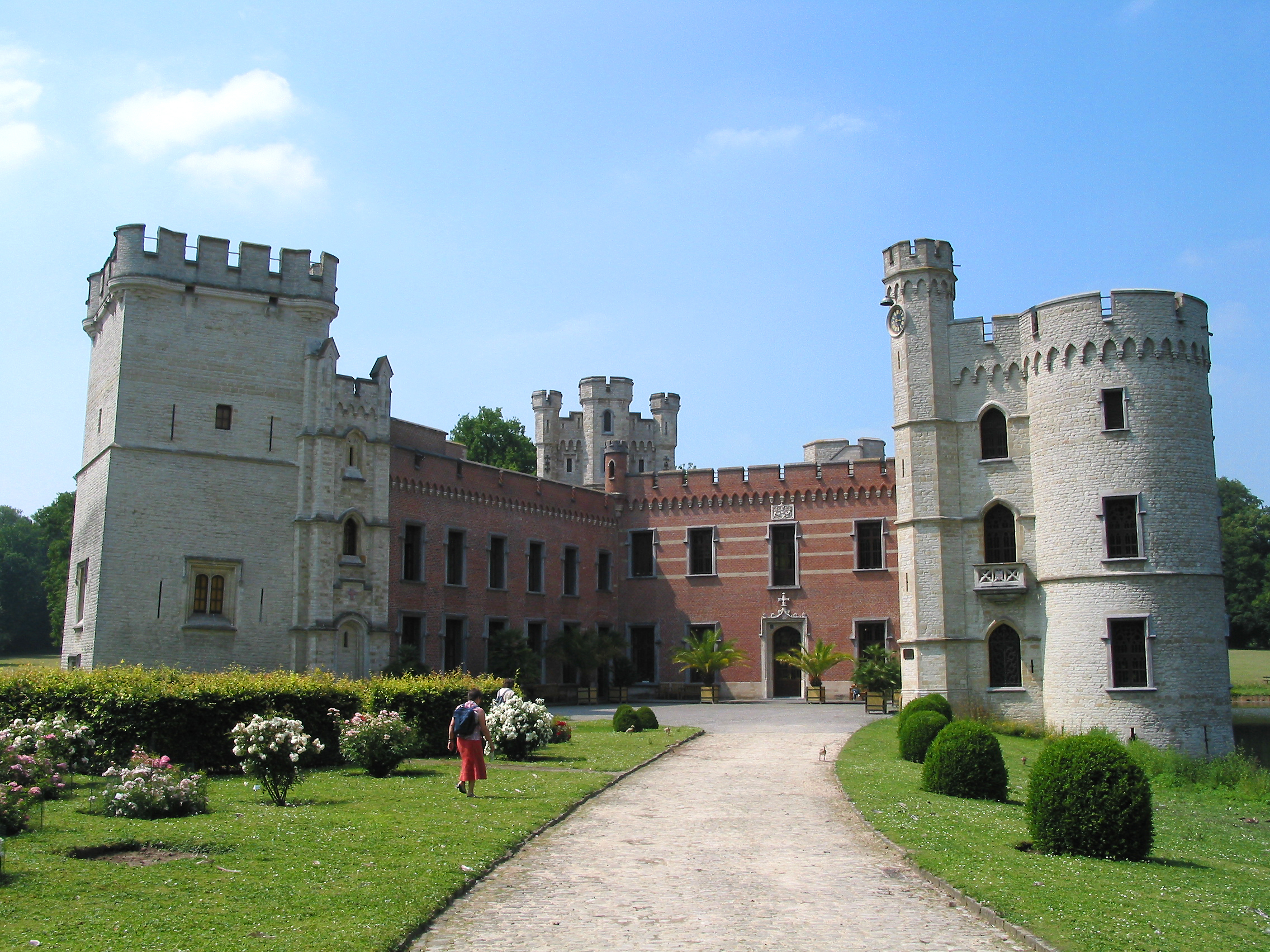
kasteel van Bouchout

De Plantentuin Meise is een botanische tuin in de Vlaams-Brabantse gemeente Meise. Het is een van de grootste plantentuinen in de wereld. 
Agentschap Plantentuin Meise, voorheen de Nationale Plantentuin van België, een Federale Wetenschappelijke Instelling, is sinds 2014 een agentschap van de Vlaamse overheid. De plantentuin heeft twee onderzoeksafdelingen, een herbarium (ongeveer 4.000.000 collectiestukken), een bibliotheek en uitgebreide levende verzamelingen (20.000+ soorten). Samen met de Koninklijke Belgische Botanische Vereniging is de plantentuin verantwoordelijk voor het in 2010 geïntroduceerde wetenschappelijke tijdschrift Plant Ecology and Evolution.

## Geschiedenis
De plantentuin werd opgericht tijdens de Franse tijd. Hij was gegroeid uit de tuin van het voormalige Nassaupaleis, waar in 1797 de École centrale werd gevestigd. De eerste directeur sprak van Le Jardin Botanique de Bruxelles. In 1822 kwam de plantentuin onder het beheer van de Société de Flore, om in 1829 te verhuizen naar de Kruidtuin en vandaar in 1958 naar de huidige locatie. Sindsdien is de tuin voortdurend in ontwikkeling, bijvoorbeeld met de interventie Eilandtuin in 2022 van Gijs Van Vaerenberg.

## Opbouw
Het domein, 92 hectare groot, bevat de landerijen van het kasteel van Meise en het kasteel van Bouchout, een vroegere burcht van het huis Arenberg. In de bibliotheek van de Plantentuin Meise is ook de bibliotheek van de Koninklijke Belgische Botanische Vereniging gevestigd. Door het domein stroomt de Amelvonnebeek.
De levende planten (18.000 soorten) zijn onder meer ondergebracht in het Plantenpaleis, een kassencomplex met dertien publiek toegankelijke broeikassen:
- Lentekas met flora uit het groenblijvende loofbos met bloeiende rododendrons en camellia's, ook in de winter
- Evolutiekas die een overzicht geeft van 500 miljoen jaar plantenevolutie vanaf de eerste groenwieren
- Regenwoud met lianen, epifyten en wurgende bomen
- Bergregenwoudkas met fuchsia's en orchideeën
- Mediterrane kas met planten uit Zuid-Afrika, Chili, West-Australië, Californië en het Middellands Zeegebied
- Mabundu (Nederlands: 'rijpe, eetbare vruchten') met de kokospalm, bananenplant, papaja
- Victoriakas met reuzenwaterlelies, vleesetende bekerplanten en papyrusriet uit het Oude Egypte
- Droogtekas met planten uit het woestijnklimaat
- Moessonkas waar natte en droge seizoenen elkaar opvolgen

In de kassen vindt men ook de guave (Psidium guajava) en de tjampedak (Artocarpus integer).
De plantentuin is ook gespecialiseerd in het bewaren van zaden van wilde planten in een zaadbank. Dit gebeurt in diepvriezers die koelen tot -20 °C. De zadencollectie bevat onder andere 211 wilde boonsoorten. Dit is de grootste collectie ter wereld.

## Behoud van planten
De Plantentuin Meise zou voor het behoud en bewaren van zaden ook gaan samenwerken met projecten als het Svalbard Global Seed Vault en het Millennium Seed Bank Project. De plantentuin is aangesloten bij Botanic Gardens Conservation International, een non-profitorganisatie die botanische tuinen samen wil brengen in een wereldwijd samenwerkend netwerk om te komen tot het behoud van de biodiversiteit van planten. De tuin is ook aangesloten bij de Council on Botanical and Horticultural Libraries, een internationale organisatie van individuen, organisaties en instituten die zich bezighouden met de ontwikkeling, het onderhouden en het gebruik van bibliotheken met botanische literatuur en literatuur over tuinen. Tevens is de plantentuin aangesloten bij de European Botanical and Horticultural Libraries Group (EBHL), een organisatie die zich richt op de promotie en facilitatie van samenwerking en communicatie tussen personen die werken in botanische en horticulturele bibliotheken, archieven en gerelateerde instituten in Europa.

## Wollemia nobilis
Wollemia nobilis, een plant die enkel bekend was uit fossielen van 90 miljoen jaar oud, werd in 1994 ontdekt in Australië. Wetenschappers werden er geblinddoekt naartoe gebracht om de plaats geheim te houden. De tuin bezit er twee exemplaren van.

## Eigendom en beheer
Door de dioxinecrisis in 1999 werd beslist om het federale ministerie van Landbouw naar de gewesten over te hevelen. Voor de Nationale Plantentuin moest dus een oplossing worden gezocht. In 2000 besliste de Regering-Verhofstadt I de Plantentuin aan de Vlaamse Gemeenschap over te dragen mits een aantal randvoorwaarden.
Na het Lambermontakkoord bereikten Vlaanderen en Wallonië in 2001 hierover een akkoord. De wetenschappelijke verzameling, het herbarium en de bibliotheek zouden evenwel eigendom blijven van de federale overheid, maar in bruikleen worden gegeven aan de Vlaamse overheid. De Franse Gemeenschap mocht, voor haar rekening, enkele wetenschappers in Meise tewerkstellen. Door allerlei interpretatieverschillen over het akkoord, raakte de situatie echter geblokkeerd. Ondertussen investeerde de federale overheid niet meer in de Plantentuin en de infrastructuur en de werking van de Plantentuin leden steeds meer onder de communautaire patstelling. Door politieke onenigheid werden noodzakelijke en dringende investeringswerken aan de tuin al enkele jaren niet gedaan. In juni 2006 investeerde de Vlaamse regering eenzijdig anderhalf miljoen euro.
In december 2012 kwam er uiteindelijk een akkoord tussen de Vlaamse Regering en de Franse Gemeenschapsregering. De discussies hadden vooral te maken met onenigheid over het taalkader van de 184 werknemers. Het nieuwe akkoord stelt dat de raad van bestuur van de Plantentuin uit 9 leden zal bestaan: 5 leden worden aangeduid door de Vlaamse regering, 2 door een nieuwe wetenschappelijke raad en 2 door de Franse Gemeenschapsregering. De wetenschappelijke raad is samengesteld uit vertegenwoordigers van de Vlaamse en Franstalige universiteiten, van het wetenschappelijk personeel en buitenlandse experten. Het Nederlandstalig personeel wordt bezoldigd door de Vlaamse Gemeenschap en het Franstalige personeel door de Franse Gemeenschap.
In februari 2013 werd het samenwerkingsakkoord ondertekend. Beide Gemeenschapsparlementen hebben dit goedgekeurd waarna het akkoord in werking trad op 1 januari 2014. De Vlaamse overheid telt vanaf dan een nieuw Agentschap Plantentuin Meise.

## Directeurs van de plantentuin
De instelling staat sinds 2012 onder leiding van Steven Dessein, eerst directeur ad interim en op 28 maart 2014 benoemd door de Vlaamse Regering.. Hij volgde Jan Rammeloo op.
Jardin botanique de Bruxelles
- 1797 Joseph F.P. Van der Stegen de Putte
- 1809 Adrien Dekin
- 1823 Pierre Nyst

Koninklijke maatschappij van kruid- bloem- en boomkweekerij der Nederlanden
- 1826 Louis Paul Antoine de Wellens van ten Meulenberg

Société royale d'horticulture de Belgique
- 1833 Jean-Baptiste Vifquain
- 1836 Louis Benoît Van Houtte
- 1838 Directiecomité
- 1853 Henri Guillaume Galeotti
- 1858 Auguste-Joseph Schram (directeur-curator)

Rijksplantentuin
- 1870 Jean Edouard Bommer
- 1875 Édouard Dupont
- 1876 François Crépin
- 1901 Théophile Alexis Durand
- 1912 Émile De Wildeman
- 1931 Walter Robyns
- 1966 Fernand Demaret

Nationale Plantentuin van België
- 1976 Ernest Petit
- 1991 Jan Rammeloo
- 2012 Steven Dessein

Agentschap Plantentuin Meise
- 2014 Steven Dessein

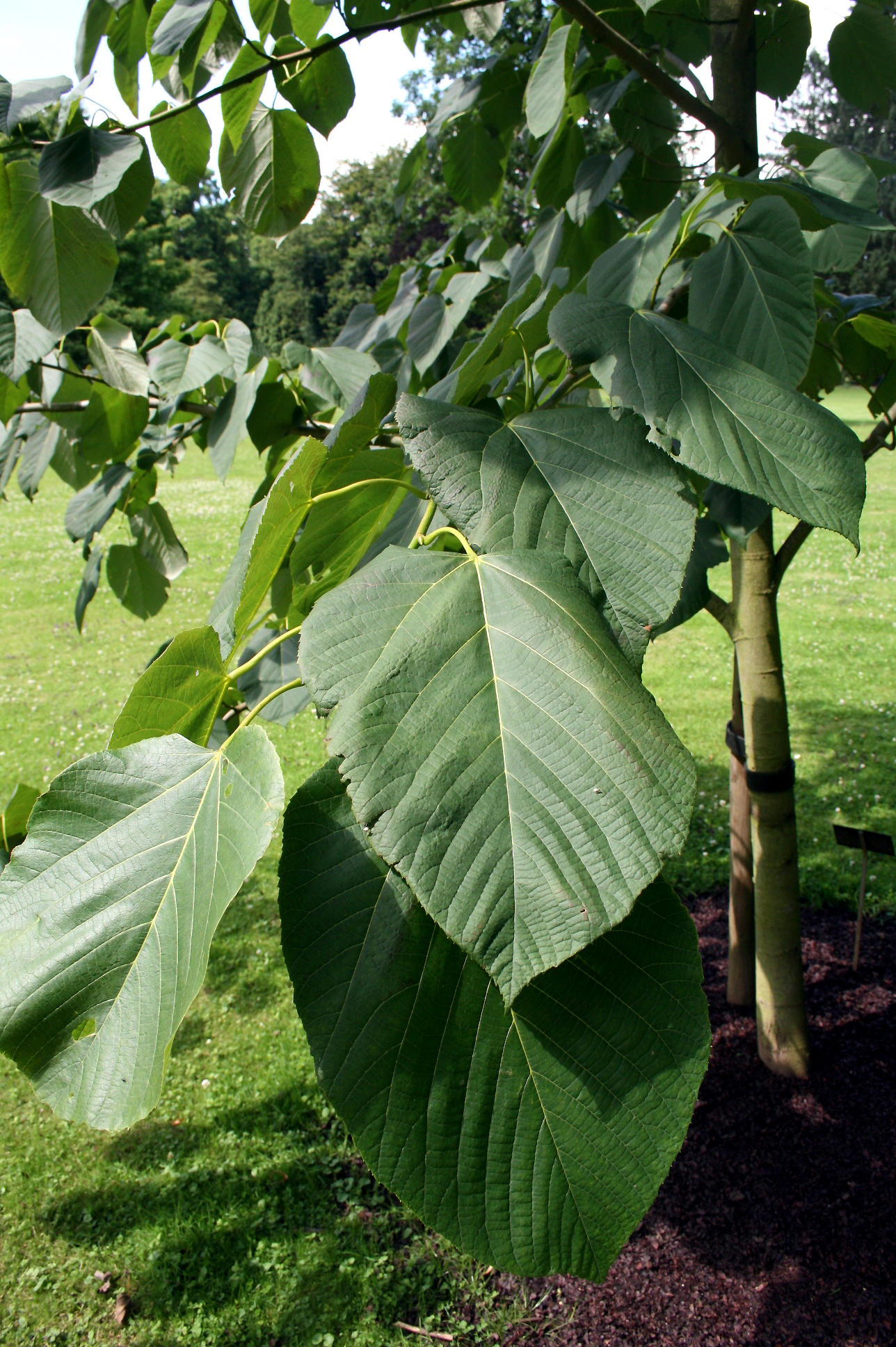
Tilia monticola
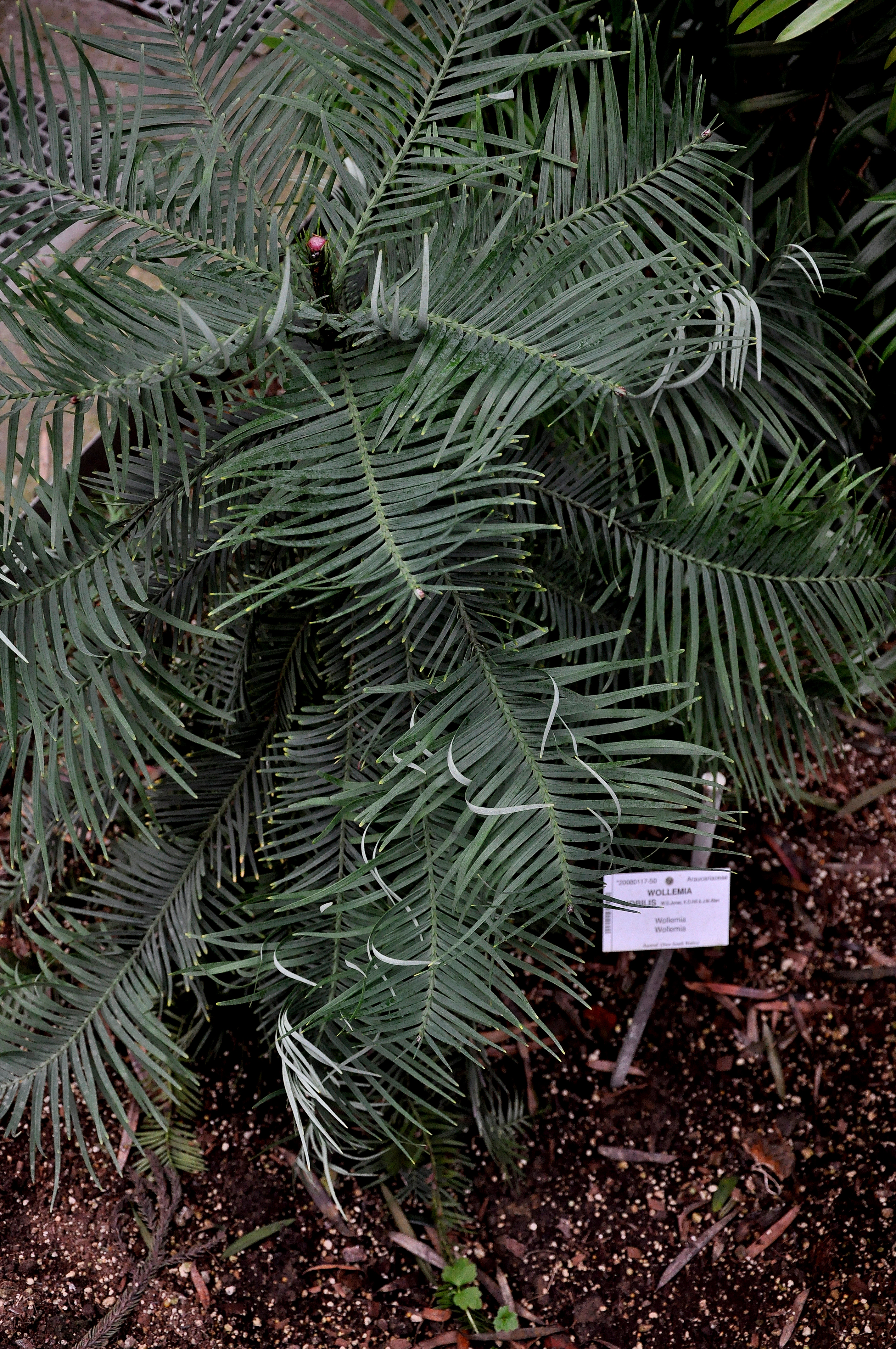
Wollemia nobilis
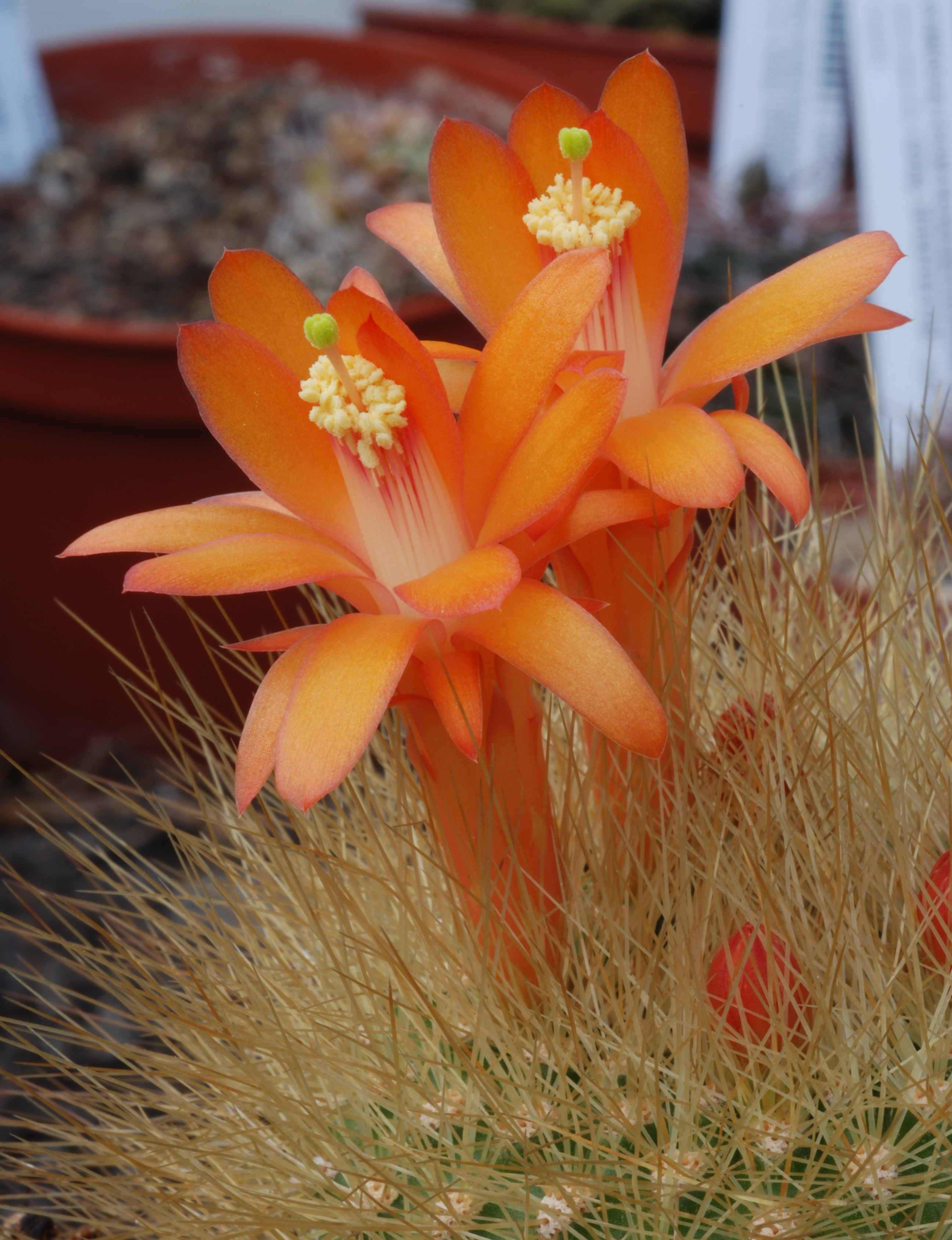
Matucana weberbaueri in bloei
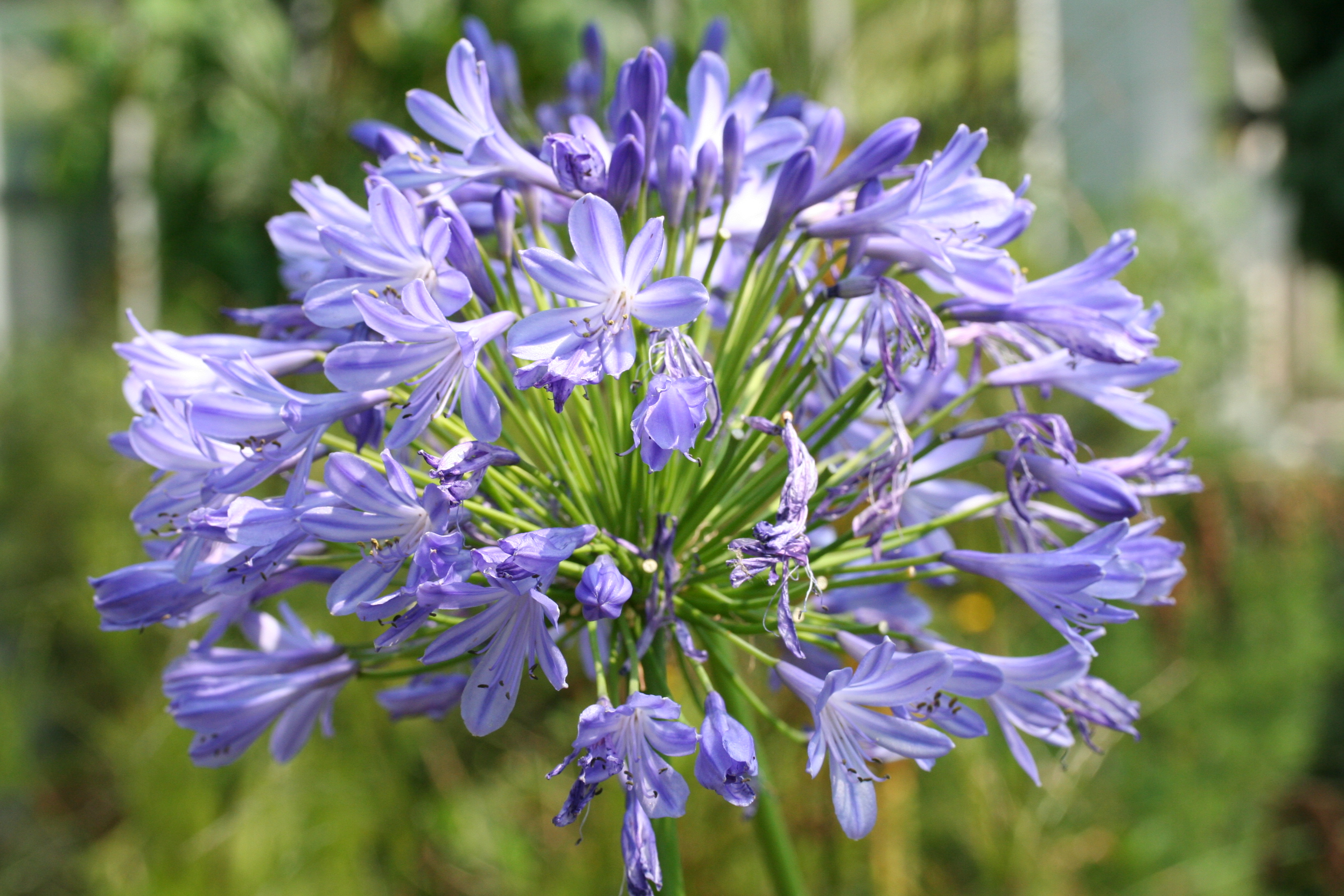
Agapanthus praecox subsp. orientalis
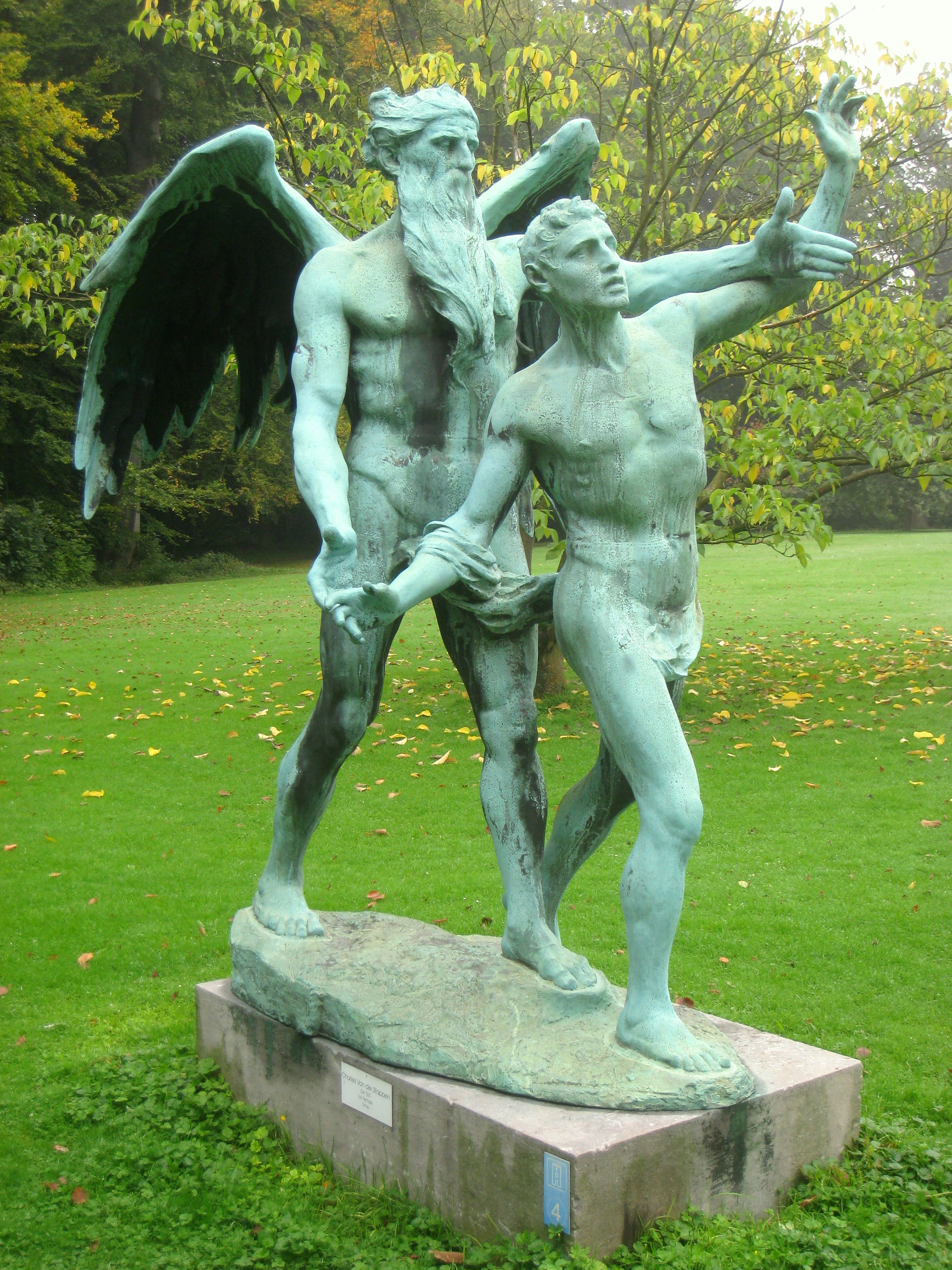
De Tijd door Charles Van der Stappen